# Visorna
Visorna är Nina Ramsby & Martin Hederos debutalbum, utgivet på Bonnier Amigo 2004. 

## Låtlista
1. Två tungor (Finn Kalvik/Fred Åkerström) – 4:09
2. Hjärta av guld (Eva Dahlgren) – 3:34
3. Fredmans epistel 72: Lämnad vid Cajsa-Lisas säng, sent om en afton (Carl Michael Bellman) – 4:38
4. Fredrik Åkares morgonpsalm (Cornelis Vreeswijk) – 3:15
5. Natt i en stad (Lillebjørn Nilsen/Fred Åkerström) – 2:58
6. Cool Water – På Den Gyldene Freden (Björn J:son Lindh/Cornelis Vreeswijk) – 3:07
7. Konstnasaren (Olle Adolphson) – 4:41
8. Innan klockan slagit tolv (Bo Sundström/Fredrik Dahl/Mats Schubert/Michael Malmgren) – 2:54
9. Med ögon känsliga för grönt (Nils Hansén/Barbro Hörberg) – 4:31
10. Jag vet en dejlig rosa (trad) – 3:03
11. Havet låter på ett särskilt sätt (Bo Hansson/Barbro Lindgren) – 1:53

Spår endast på cd-utgåvan från 2010
1. Med ögon känsliga för grönt (Nils Hansén/Barbro Hörberg) – 5:38
2. Sabina 1 (Stefan Sundström) – 2:54
3. Så hög (Madrugada, svensk text Nina Ramsby) – 6:16
4. Finns det någon där (Andreas Lindgren/Mathias Lindgren) – 3:45

## Medverkande
- Nina Ramsby – gitarr, synthesizer, trumpet, sång
- Martin Hederos – orgel, piano, synthesizer
- Bo Nordenfeldt – kontrabas (spår 3, 6)
- Stefan Sundström – sång (spår 12–14)
- Dag Lundquist – inspelning

## Mottagande
Skivan fick ett blandat mottagande när den utkom och snittar på 3,6/5 på Kritiker.se, baserat på fem recensioner.